# Eremodothis
Eremodothis är ett släkte av svampar. Eremodothis ingår i familjen Sporormiaceae, ordningen Pleosporales, klassen Dothideomycetes, divisionen sporsäcksvampar och riket svampar.
|             | Sporormia                              |
|             |                                        |
|             | Preussia                               |
|             |                                        |
|             | Sporormiella                           |
|             |                                        |
|             | Pleophragmia                           |
|             |                                        |
|             | Spororminula                           |
|             |                                        |
|             | Westerdykella                          |
|             |                                        |
|             | Chaetopreussia                         |
|             |                                        |
| Eremodothis | \| \| Eremodothis angulata \| \| \| \| |
|             | \| \| Eremodothis angulata \| \| \| \| |
|             | Preussiella                            |
|             |                                        |
|             | Pycnidiophora                          |
|             |                                        |
|             | Amorosia                               |
|             |                                        |
|             | Eremodothis angulata                   |
|             |                                        |

|  | Eremodothis angulata |
|  |                      |